# Benjamin Switch

Benjamin Switch es una pequeña localidad ubicada sobre el delta del río Misisipi, dentro de la parroquia de Plaquemines, en el estado de Luisiana, Estados Unidos.

## Geografía
El asentamiento de Benjamin Switch posee una escasa elevación sobre el nivel del mar, lo que lo convierte en una zona proclive a las inundaciones. Su población se compone de menos de treinta habitantes. Esta localidad se encuentra ubicada a más de cuatrocientos kilómetros del aeropuerto internacional más cercano, el (IAH) Houston George Bush Intercontinental Airport.

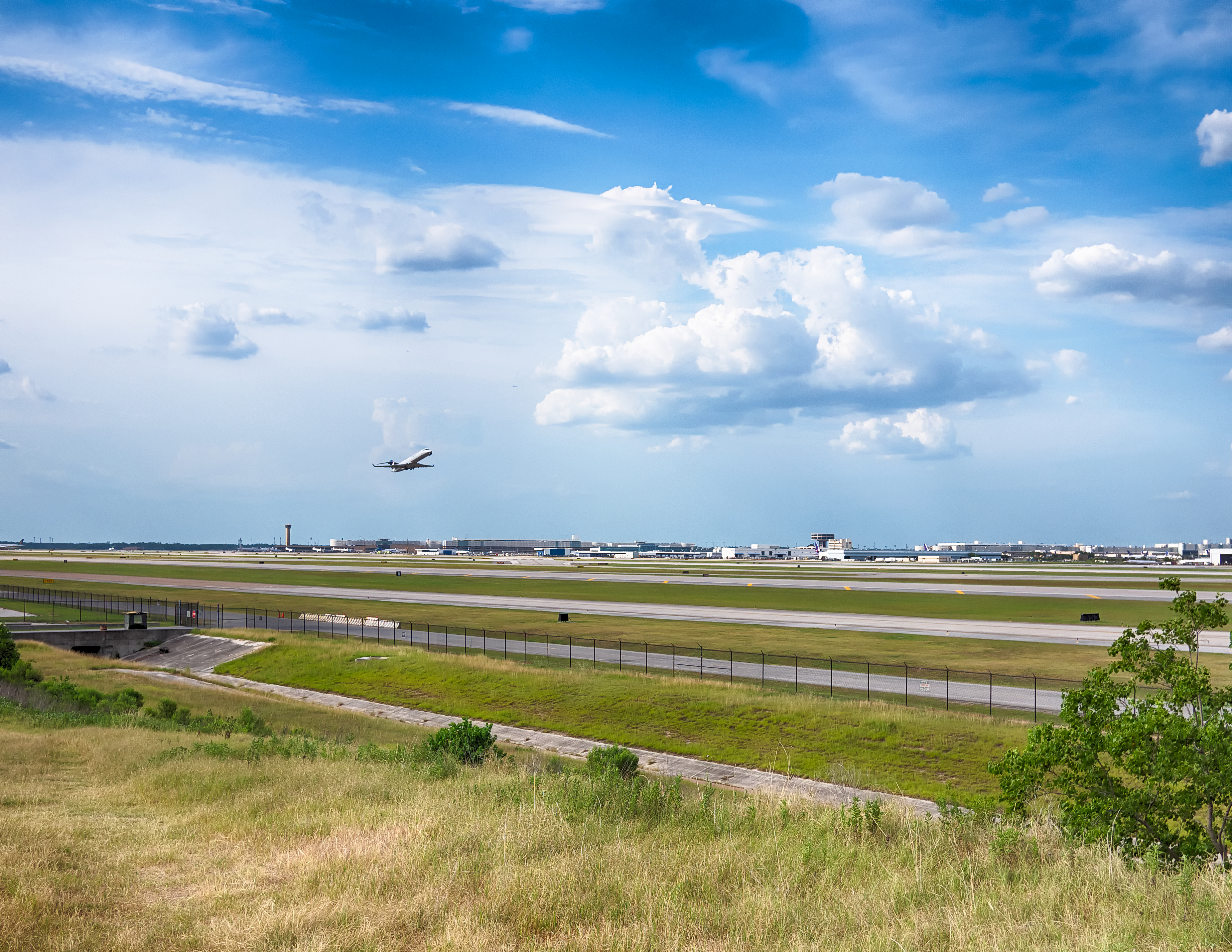
(IAH) Houston George Bush Intercontinental Airport

- Datos: Q5726018